# Blepharita albostigmata
Blepharita albostigmata är en fjärilsart som beskrevs av George Thomas Bethune-Baker 1891. Blepharita albostigmata ingår i släktet Blepharita och familjen nattflyn. Inga underarter finns listade i Catalogue of Life.